# Nacjonalistyczna Partia Basków
Nacjonalistyczna Partia Basków (hiszp. Partido Nacionalista Vasco, PNV; bask. Eusko Alderdi Jeltzalea, EAJ) – hiszpańska regionalna partia polityczna. Działa na terenie Kraju Basków. Partia skupia działaczy o poglądach chadecko-nacjonalistycznych, konserwatywnych i konserwatywno-liberalnych. PNV powstała w 1895 roku. Od 1918 roku miała przedstawicieli w parlamencie hiszpańskim. Po wojnie domowej zdelegalizowana, a członkowie w większości wyemigrowali. Po śmierci gen. Franco ponownie zalegalizowana.
Francuska gałąź PNV to Parti Nationaliste Basque (PNB). Partia posiada także biura na całym świecie, wszędzie tam, gdzie mieszkają Baskowie – Wenezuela, Argentyna, Meksyk, Urugwaj, Chile i USA.

## Początki i wczesna historia
Partia została założona w 1895 roku przez Sabino de Arana y Goiri, jako katolicka, konserwatywna, broniąca praw narodowych partia opowiadająca się za ponownym wprowadzeniem samorządu baskijskiego. Obecnie określa siebie jako baskijską, demokratyczna, pluralistyczną i humanistyczną. Jest umiarkowanie nacjonalistycznym ugrupowaniem, które pragnie zwiększenia autonomii, jeżeli nie pełnej niepodległości Kraju Basków. PNV sprzeciwia się politycznej przemocy.
Na początku jej istnienia, aby wstąpić do partii należało udowodnić swe baskijskie pochodzenie. W 1921 roku PNV stała się areną rozłamu. Dwie grupy powstałe w jego wyniku to umiarkowana Comunión Nacionalista Vasca (Baskijska Wspólnota Nacjonalistyczna) oraz niepodległościowa Aberr ("Ojczyzna").  W czasie monopartyjnej dyktatury generała Miguela Primo de Rivery, partie nacjonalistyczne zostały zdelegalizowane. Jednakże działalność partii była kontynuowana pod przykrywką m.in. zespołów folklorystycznych.

## Druga Republika Hiszpańska
Podział pomiędzy autonomistami i niepodległościowcami pojawił się ponownie w czasie Drugiej Republiki Hiszpańskiej. Mała grupa radykalnych zwolenników niepodległości Kraju Basków pod przywództwem Eli Gallastegi, skupionych wokół tygodnika Jagi-Jagi i Górskiej Federacji Biskajskiej, opuściła partię. Odrzucili pracę na rzecz autonomii, jaką wykonywała PNV.
Po zamachu stanu z 18 sierpnia 1936 roku, PNV nie mogła zdecydować po której stronie stanąć. Jej członkowie podzielali katolicyzm rebeliantów i poddawani byli presji ze strony Watykanu aby nie popierać Republiki. Jednak obiecana przez lewicę autonomia i antyfaszyzm zbliżały ich do republikanizmu. Część członków PNV zadeklarowała więc poparcie dla Republiki, demokracji i antyfaszyzmu. Jednak na terenach opanowany przez frankistów wystosowało oświadczenia w których odmawiali wsparcia Republiki, część nacjonalistów wyjechała do Francji bądź na terytoria republikańskie. Niektórzy stawili opór rebeliantom, kończąc w więzieniach lub przed plutonami egzekucyjnymi. Część przyłączyła się do karlistowskich batalionów, chcąc uniknąć oskarżeń o wspieranie republikanów. Ostatecznie Komitety Obrony Vizcaya i Gipuzkoa zostały zdominowane przez Front Ludowy. Z pewnymi kłopotami, ale Druga Republika zagwarantowała autonomię Basków, a nowy rząd baskijski powołał do życia Armię Baskijską, złożoną z osób rekrutowanych z wszystkich organizacji Basków, włączając w to PNV. José Antonio Aguirre, lider partii, został pierwszym lendakari (prezydentem baskijskim) wojennego, wielopartyjnego rządu baskijskiego, mającym władzę nad nie podbitymi jeszcze przez siły rebelianckie obszarami Vizcaya i Gipuzkoa. Po poddaniu się Armii Baskijskiej włoskiemu Corpo Truppe Volontari w Santoña w 1937 roku, rząd przeniósł się do Barcelony, gdzie przebywał do czasu opanowania przez rebeliantów całej Katalonii, a potem do Francji. Aguirre przebywał w Belgii, a potem po zajęciu tego kraju przez Niemców, udał się do Szwecji, a potem przez Amerykę Południową trafił do USA. Prowadził działalność na rzecz Basków na całym świecie, stojąc na czele rządu emigracyjnego.
Pod koniec lat 30., Aberri i CNV ponownie się zjednoczyły pod starą nazwą EAJ-PNV. Jednakże mała grupa działaczy utworzyła Acción Nacionalista Vasca (Baskijską Akcję Nacjonalistyczną). Było to ugrupowanie umiarkowanie nacjonalistyczne, lewicowe, w której członkostwo nie było uzależnione od wyznania i otwarte na współpracę z partiami republikańskimi i socjalistycznymi walczącymi z dyktaturą.

## Ostatnie lata
ETA została powołana do życia przez członków PNV w 1958 roku, zawiedzionych umiarkowaną polityką prowadzoną przez swoją partię. Partia wzywała do zbojkotowania referendum na temat przyjęcia nowej konstytucji hiszpańskiej w 1978 roku. Natomiast podczas referendum dotyczącym wstąpienia do NATO w 1986 r., PNV namawiało do głosowania na tak, jednak w języku baskijskim, czyli aby na kartach wpisywać Bai. Początkowo prawo stwierdzało iż będzie się uznawać głosy oddane tylko w języku hiszpańskim, jednak zmieniono to w ostatniej chwili przed wyborami. Zwyciężyła opcja opowiadająca się za wstąpieniem Hiszpanii do Sojuszu Północnoatlantyckiego, choć w samym Kraju Basków większość wyborców opowiedziała się jednak przeciwko temu.
PNV zachęcała także do głosowania za przyjęciem projektu Konstytucji Europejskiej w referendum, które odbyło się 21 lutego 2005 roku.